# Щефен Хофман
Щефен Хофман (на немски: Steffen Hofmann) е немски футболист, капитан на Рапид Виена. Футболист на годината в Австрия през 2004 и 2009. Голмайстор на австрийската бундеслига през 2010 година. Играе като атакуващ халф. Юноша на Байерн Мюнхен. През 2005/06 играе за Мюнхен 1860.